# حسون
حسون (نام علمی: Saurida tumbil) نام یک گونه از تیره سوسمارماهیان است. این گونه از ماهی در استان‌های جنوبی به نام ماهی شوریده اقیانوسی معروف است. همچنین از دیگر نام‌های معروف آن میتوان به کلیمور و شیرو اشاره کرد.

## نام‌های دیگر
در زبان‌های مردم مناطق جنوب ایران با نام‌های دیگری از این ماهی نام برده می‌شود. در جدول زیر نام‌های دیگر ماهی حسون در زبان‌های دیگر مردم ایران دیده می‌شود:

| استان             | نام دیگر ماهی حسون |
| ----------------- | ------------------ |
| سیستان و بلوچستان | شیرو               |
| هرمزگان           | کیمورگ، کیلمور     |
| بوشهر             | کریشو              |
| خوزستان           | کری‌شو، برم         |